# 팀 월드엘리트
팀 월드엘리트(Team World Elite)은 중화인민공화국의 리그 오브 레전드 프로게임단이다.

## 연혁
- 2011년 3월 21일 : Team World Elite 창단

## 소속 선수
- 감독 : 저우이샹
- 코치 : 르판

| 이름       | 소환사명 | 포지션  | 비고 |
| ---------- | -------- | ------- | ---- |
| 위레이신   | Biubiu   | 탑      |      |
| 우위에웨이 | Demon    | 탑      |      |
| 천위밍     | View     | 정글    |      |
| 장즈펑     | beishang | 정글    |      |
| 쑤한웨이   | xiye     | 미드    |      |
| 츠이샤오준 | Shanks   | 미드    |      |
| 류지아싱   | Xing     | AD 캐리 |      |
| 한진       | Smlz     | AD 캐리 |      |
| 펑진제     | heal     | 서포터  |      |
| 두방룽     | Kedaya   | 서포터  |      |

## 주요 성적
- 데마시아 컵 2020 준우승
- 2021 리그 오브 레전드 프로리그 스프링 7-8위
- 2021 리그 오브 레전드 프로리그 서머 3위
- 네스트 2021 준우승
- 데마시아 컵 2021 12강
- 2022 리그 오브 레전드 프로리그 스프링 15위
- 2022 리그 오브 레전드 프로리그 서머 17위

## 같이 보기
- 리그 오브 레전드 프로리그(LPL)